# Гарперсфілд (Нью-Йорк)
Гарперсфілд (англ. Harpersfield) — місто (англ. town) в США, в окрузі Делавер штату Нью-Йорк. Населення — 1442 особи (2020).

## Демографія
Згідно з переписом 2010 року, у місті мешкало 1577 осіб у 610 домогосподарствах у складі 416 родин. Було 1030 помешкань
Расовий склад населення:
| - 96,1 % — білих - 1,3 % — чорних або афроамериканців - 0,5 % — азіатів - 0,3 % — корінних американців |

До двох чи більше рас належало 1,1 %. Частка іспаномовних становила 3,6 % від усіх жителів.
За віковим діапазоном населення розподілялося таким чином: 19,2 % — особи молодші 18 років, 56,8 % — особи у віці 18—64 років, 24,0 % — особи у віці 65 років та старші. Медіана віку мешканця становила 48,8 року. На 100 осіб жіночої статі у місті припадало 96,4 чоловіків;  на 100 жінок у віці від 18 років та старших — 95,9 чоловіків також старших 18 років.
Середній дохід на одне домашнє господарство  становив 59 960 доларів США (медіана — 51 250), а середній дохід на одну сім'ю — 71 591 долар (медіана — 56 389). Медіана доходів становила 48 389 доларів для чоловіків та 34 519 доларів для жінок. За межею бідності перебувало 11,3 % осіб, у тому числі 8,4 % дітей у віці до 18 років та 4,7 % осіб у віці 65 років та старших.
Цивільне працевлаштоване населення становило 678 осіб. Основні галузі зайнятості: освіта, охорона здоров'я та соціальна допомога — 29,6 %, виробництво — 16,2 %, будівництво — 13,9 %.